# 도올아인 오방간다
《도올아인 오방간다》는 2019년 1월 5일부터 2019년 3월 23일까지 KBS 1TV에서 방영된 시사교양 프로그램이다.

## 방송 시간
| 방송 채널 | 방송 기간                        | 방송 시간                  | 방송 분량 |
| --------- | -------------------------------- | -------------------------- | --------- |
| KBS 1TV   | 2019년 1월 5일 ~ 2019년 3월 23일 | 매주 토요일 밤 8:00 ~ 9:00 | 60분      |

## 프로그램 소개
도올 김용옥과 배우 유아인이 우리나라 근현대사 100년을 재조명하며 과거와 미래를 넘나들고 세대를 뛰어넘으며 소통하고 교감하는 신개념 하이브리드 버라이어티 프로그램이다. 3·1 운동 및 대한민국 임시 정부 수립 100주년 특별 기획으로 제작됐으며, 총 12회로 편성됐다. 제목의 '오방간다'는 동서남북과 그 가운데를 일컫는 '오방(五方)'에서 따왔으며 '모든 방향을 아우른다'는 뜻과 '즐겁고 흥겨운 상태'를 의미한다.

## 기획 의도
우리시대 대표 석학 도올 김용옥과 최고의 배우 유아인 두 사람의 '의외의 조합’이 만드는 신개념 하이브리드 버라이어티 종합예술쇼.

## 출연
- 김용옥 - 진행
- 유아인 - 진행
- 이희문 - 간창 및 보비유 (오방神)
- 신승태 (5회)
- 프렐류드 - 연주 (1~4회)
- 음악동인 고물 (6회)
- 노선택과 소울소스 (7~8회)

## 방송 회차
| 방송 회차 | 방송 일자 | 제목                                             | 시청률 (AGB 전국) |
| --------- | --------- | ------------------------------------------------ | ----------------- |
| 1회       | 1월 5일   | 프롤로그 우리는 왜 지금 여기에 있나?             | 3.9%              |
| 2회       | 1월 12일  | 우리는 모두 특별한 존재                          | 3.3%              |
| 3회       | 1월 19일  | 함께 사는 세상을 위하여, 해월 최시형             | 2.7%              |
| 4회       | 1월 26일  | 대한민국을 사랑하나요, 안중근                    | 3.4%              |
| 5회       | 2월 2일   | 앎이 곧 국력이다, 안창호                         | 3.0%              |
| 6회       | 2월 9일   | 우리는 세상을 바꿀 수 있다, 여운형               | 3.7%              |
| 7회       | 2월 16일  | 우리는 자주민이다, 독립선언서                    | 2.7%              |
| 8회       | 2월 23일  | 나를 잊지 마시오, 홍범도                         | 2.6%              |
| 9회       | 3월 2일   | 아는대로 행동하라, 윤봉길                        | 2.4%              |
| 10회      | 3월 9일   | 한점부끄럼 없기를 윤동주                         | 2.4%              |
| 11회      | 3월 16일  | 완전한 독립을 위하여 해방과 신탁통치             | 2.5%              |
| 12회      | 3월 23일  | 갈등을 넘어 평화로. 제주 4.3 항쟁과 여순민중항쟁 | 3.4%              |